# Liste der Biografien/Wing
Liste der Biografien |
Portal Biografien |
Personensuche
# |
A |
B |
C |
D |
E |
F |
G |
H |
I |
J |
K |
L |
M |
N |
O |
P |
Q |
R |
S |
T |
U |
V |
W |
X |
Y |
Z |
?
 
Wa |
Wc |
Wd |
We |
Wh |
Wi |
Wj |
Wl |
Wn |
Wo |
Wr |
Ws |
Wt |
Wu |
Ww |
Wy |
Wz
 
Wia |
Wib |
Wic |
Wid |
Wie |
Wif |
Wig |
Wih |
Wii |
Wij |
Wik |
Wil |
Wim |
Win |
Wio |
Wip |
Wir |
Wis |
Wit |
Wiv |
Wiw |
Wix |
Wiz
 
Wina |
Winb |
Winc |
Wind |
Wine |
Winf |
Wing |
Winh |
Wini |
Wink |
Winl |
Winm |
Winn |
Wino |
Winq |
Winr |
Wins |
Wint |
Winw |
Winz
Die Liste der Biografien führt alle Personen auf, die in der deutschsprachigen Wikipedia einen Artikel haben. Dieses ist eine Teilliste mit 108 Einträgen von Personen, deren Namen mit den Buchstaben „Wing“ beginnt.

## Wing
- Wing, chinesische Sängerin
- Wing, Anna (1914–2013), britische Schauspielerin in Film und Fernsehen
- Wing, Austin Eli (1792–1849), US-amerikanischer Politiker
- Wing, Charles Hallett (1836–1915), US-amerikanischer Chemiker und Betreiber einer Bibliothek
- Wing, Chow Park, myanmarischer Segler
- Wing, David (1766–1806), US-amerikanischer Politiker und Richter
- Wing, Franklin F. (1908–1994), US-amerikanischer Offizier, Brigadegeneral der US-Army
- Wing, George, US-amerikanischer Drehbuchautor
- Wing, Howard (1916–2008), chinesischer Radrennfahrer
- Wing, Jeannette (* 1956), US-amerikanische Informatikerin, Professorin für Informatik
- Wing, John (1756–1826), britischer Architekt
- Wing, Lennart (* 1935), schwedischer Fußballspieler
- Wing, Lorna (1928–2014), britische Psychiaterin
- Wing, Paul (1892–1957), US-amerikanischer Regieassistent, Filmproduzent und Filmschauspieler
- Wing, Toby (1915–2001), US-amerikanische Schauspielerin
- Wing-Davey, Mark (* 1948), britischer Schauspieler und Theaterregisseur

### Winga
- Wingård Vareille, Kristina (1945–1991), schwedische Romanistin und Literaturwissenschaftlerin
- Wingard, Adam (* 1982), US-amerikanischer Filmregisseur, Drehbuchautor, Kameramann und Filmeditor
- Wingård, Gunnar (1878–1912), schwedischer Schauspieler
- Wingårdh, Gert (* 1951), schwedischer Architekt
- Wingate, Ann, britische Filmproduzentin und Filmschaffende
- Wingate, David Balcombe (* 1935), britischer Ornithologe und Naturschützer (Bermudas)
- Wingate, Edmund, englischer Mathematiker und Richter
- Wingate, Joseph F. (* 1786), US-amerikanischer Politiker
- Wingate, Orde (1903–1944), britischer GeneralmajorOrde Wingate (1903–1944)

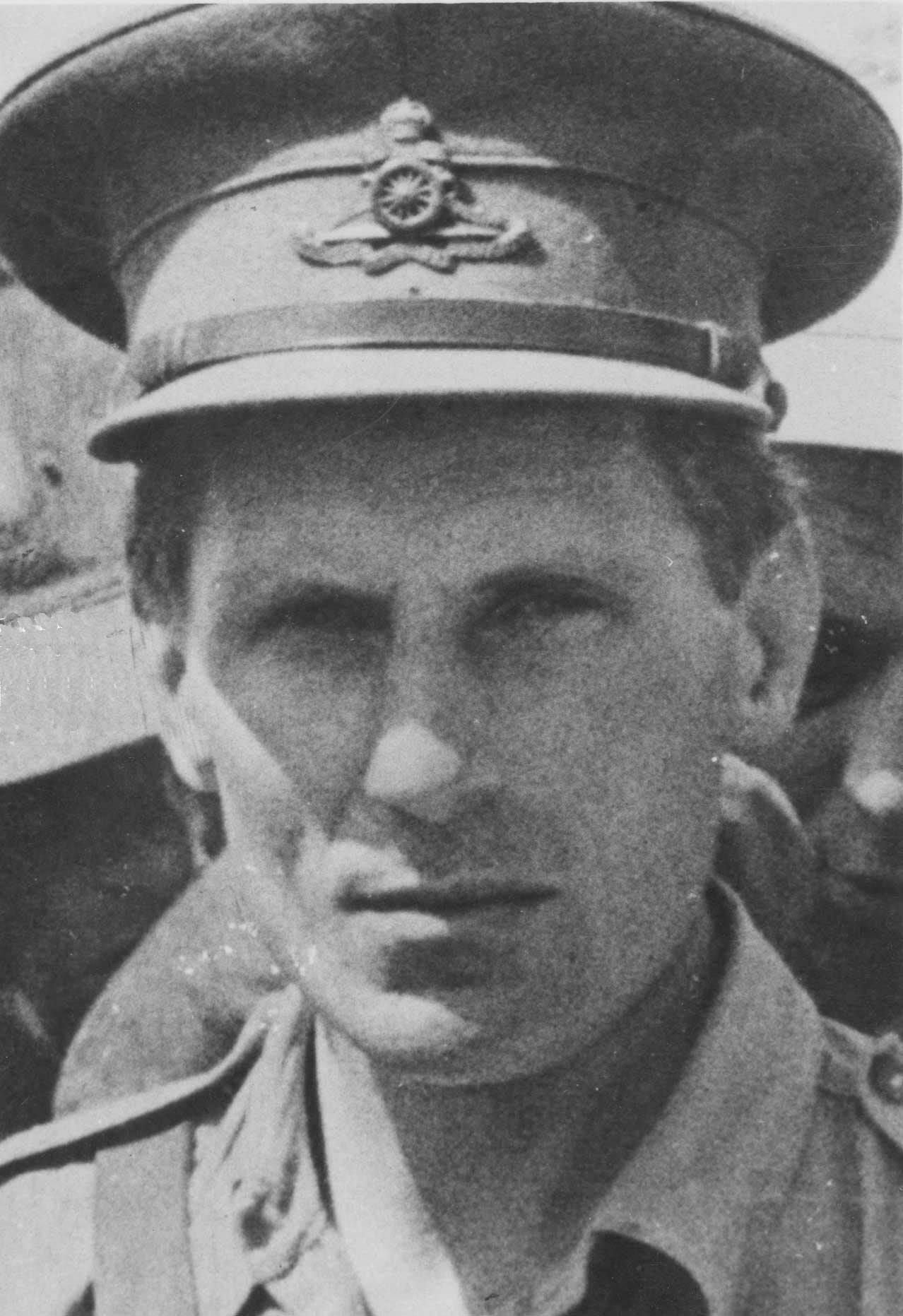
Orde Wingate (1903–1944)

- Wingate, Paine (1739–1838), US-amerikanischer Politiker
- Wingate, Reginald (1861–1953), britischer General, Generalgouverneur des Anglo-Ägyptischen Sudan, Hochkommissar in Ägypten
- Wingate, William (1939–2012), südafrikanischer Jurist und Schriftsteller

### Wingb
- Wingberg, Kay (* 1949), deutscher Mathematiker und Hochschullehrer

### Winge
- Winge, Herluf (1857–1923), dänischer Zoologe
- Winge, John H. (1903–1968), austroamerikanischer Theaterregisseur, Filmpublizist und Filmkritiker
- Winge, Mårten Eskil (1825–1896), schwedischer Maler des Symbolismus und Professor an der Königlichen Kunsthochschule in Stockholm
- Winge, Per (1858–1935), norwegischer Komponist, Dirigent, Pianist und OrganistPer Winge (1858–1935)

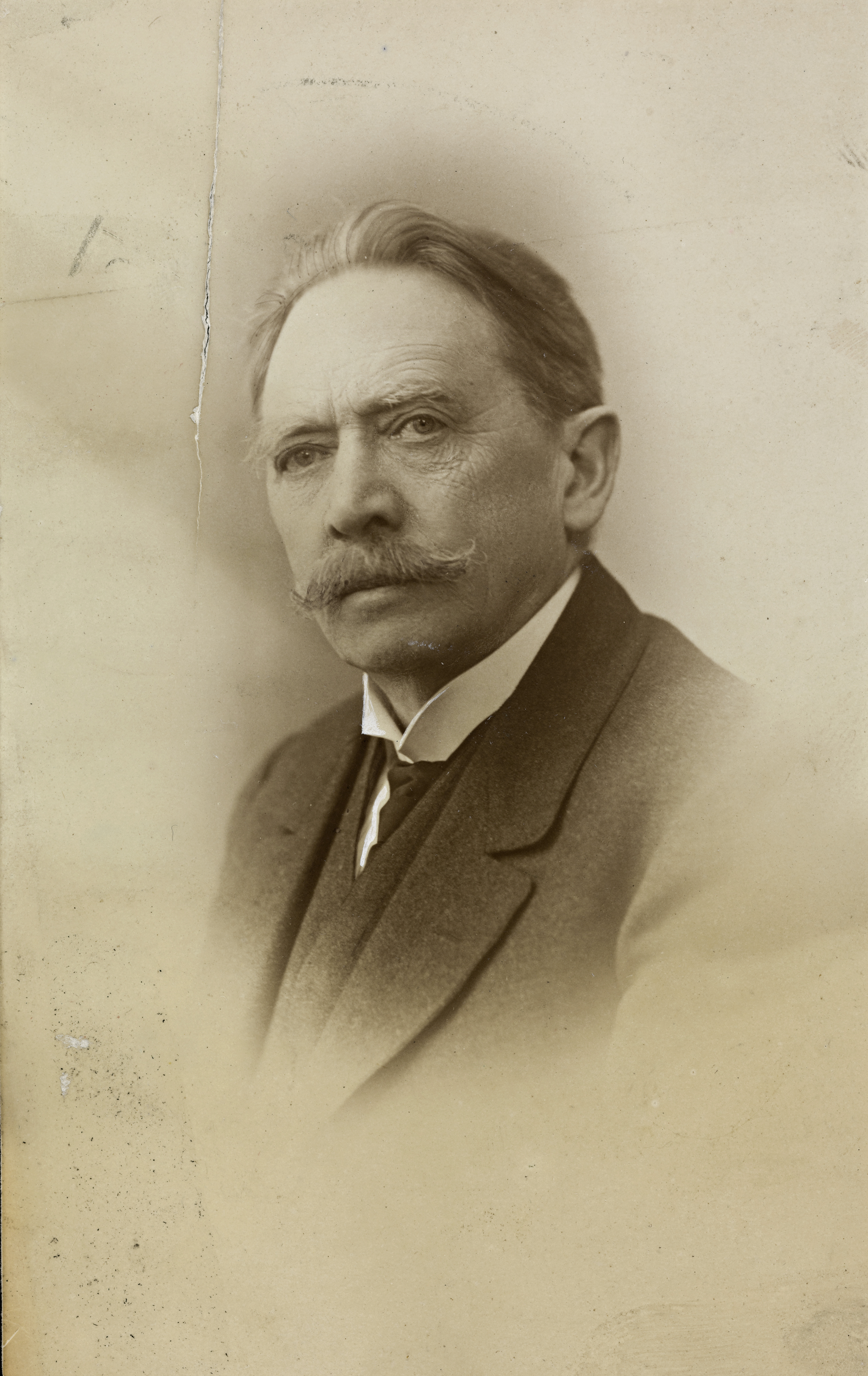
Per Winge (1858–1935)

- Winge, Viktoria (* 1980), norwegische Schauspielerin
- Wingeier, Peter (1828–1898), Schweizer Auswanderer, Gründer der argentinischen Stadt Romang
- Wingelbauer, Hubert (1915–1987), österreichischer Generaltruppeninspektor des österreichischen Bundesheeres
- Wingelmüller, Georg (1810–1848), österreichischer Architekt
- Wingels, Tommy (* 1988), US-amerikanischer Eishockeyspieler
- Wingen, Fritz (* 1889), deutscher Maler und Holzschnitzer des Expressionismus
- Wingen, Katharina, deutsche Opernsängerin (Sopran), Regisseurin, Drehbuchautorin, Gesangscoach und Gründerin und Intendantin der Kammeroper Leipzig
- Wingen, Max (1930–2005), deutscher Ministerialbeamter im Bundesfamilienministerium, Leiter des Statistischen Landesamtes Baden-Württemberg
- Wingen, Oskar (* 1889), deutscher Staatsbeamter
- Wingenbach, Markus (* 1978), deutscher Fußballschiedsrichter
- Wingender, Aloys (1903–1952), deutscher Politiker (SPD), MdL
- Wingender, Carl (1812–1894), deutscher Porträt- und Jagdmaler der Düsseldorfer Schule
- Wingender, Edgar (* 1952), deutscher Biochemiker, Molekularbiologe und Bioinformatiker
- Wingendorf, Paul (1914–1995), deutscher Politiker (CDU), MdL
- Wingenfeld, Heiko (* 1973), deutscher Jurist und Kommunalpolitiker
- Wingenfelder, Kai (* 1959), deutscher Sänger und Songschreiber der Rockband Fury In The SlaughterhouseKai Wingenfelder (* 1959)

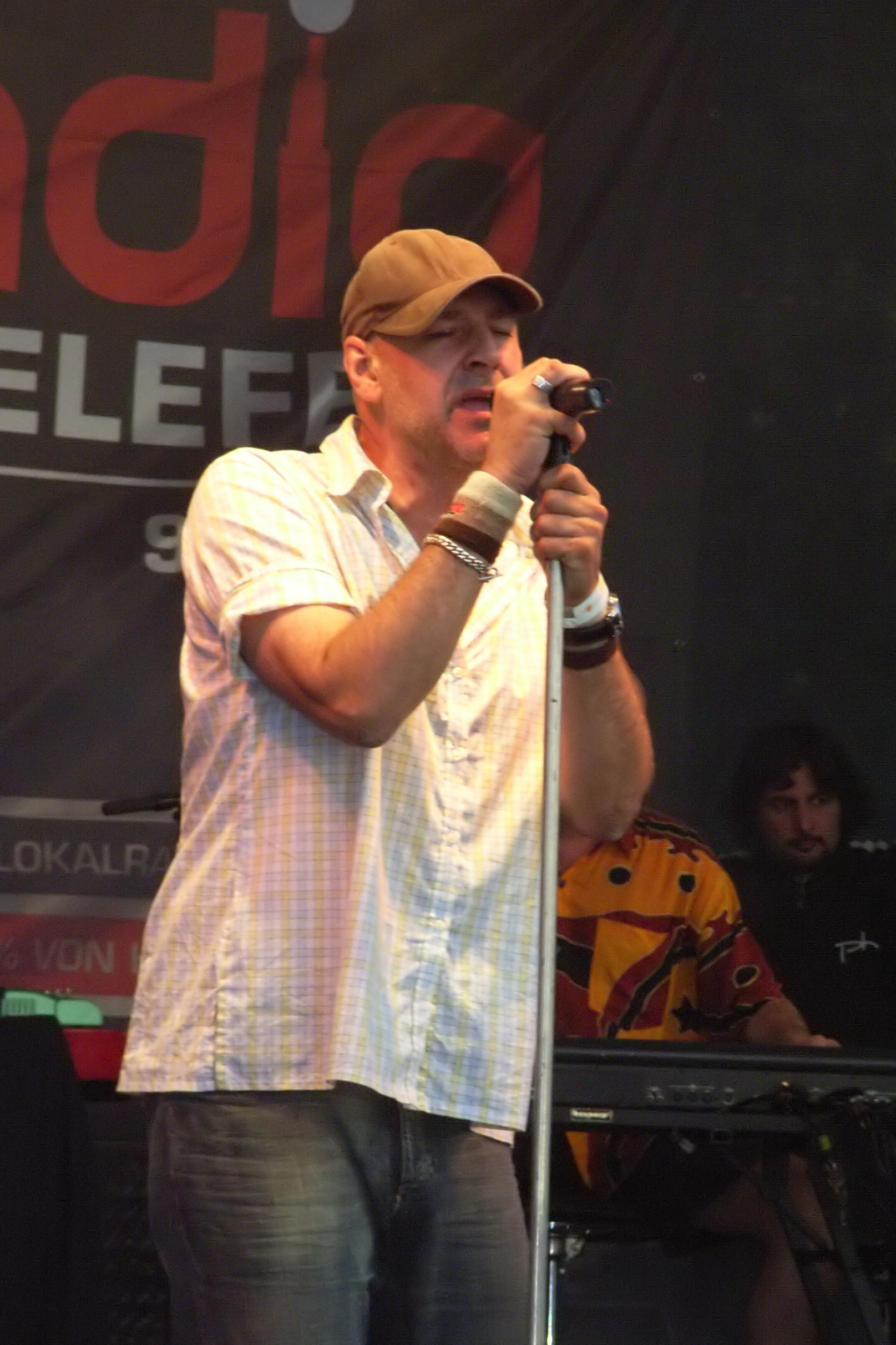
Kai Wingenfelder (* 1959)

- Wingenfelder, Thorsten (* 1966), deutscher Gitarrist, Sänger und Songschreiber der Band Wingenfelder, ehemals in der Rockband Fury In The Slaughterhouse, Fotograf
- Wingenroth, Max (1872–1922), deutscher Kunsthistoriker
- Wingens, Ernst-Michael (* 1938), deutscher Kameramann und TV-Produzent
- Winger, Anna (* 1970), US-amerikanische Schriftstellerin
- Winger, Debra (* 1955), US-amerikanische Schauspielerin
- Winger, Helene (1884–1945), österreichische Malerin
- Winger, Helfried (1921–1998), österreichischer Eishockeyspieler
- Winger, Jörg (* 1969), deutscher Fernsehproduzent
- Winger, Kara (* 1986), US-amerikanische Speerwerferin
- Winger, Katja (* 1982), deutsche Archäologin
- Winger, Kip (* 1961), US-amerikanischer Bassist der Rockgruppe Winger
- Wingerath, Emmy (1894–1975), Person der katholischen Frauenbewegung
- Wingerden, Emelyn van (* 2001), deutsche Handballspielerin
- Wingert, Albert (1897–1962), luxemburgischer Lehrer, Politiker und Widerständler gegen den Nationalsozialismus
- Wingert, Chris (* 1982), US-amerikanischer Fußballspieler
- Wingert, Friedrich (1939–1988), deutscher Informatiker
- Wingert, Jürgen (* 1944), deutscher Fußballspieler
- Wingert, Lutz (* 1958), deutscher Philosoph und Hochschullehrer
- Wingerter, Benjamin (* 1983), deutscher Fußballspieler
- Wingertszahn, Christof (* 1958), deutscher Literaturwissenschaftler und Museumsdirektor
- Winges, Stefan (* 1957), deutscher Autor
- Winget, Larry (* 1952), US-amerikanischer Autor und Vortragsredner

### Wingf
- Wingfield, Charlotte (* 1994), maltesische Sprinterin
- Wingfield, Edward Maria (1550–1631), britisch-amerikanischer Politiker
- Wingfield, Henry († 1493), englischer Ritter
- Wingfield, John († 1481), englischer Ritter
- Wingfield, John C. (* 1948), US-amerikanischer Zoologe
- Wingfield, Mervyn, 10. Viscount Powerscourt (1935–2015), britischer Peer und Politiker (parteilos)
- Wingfield, Mervyn, 8. Viscount Powerscourt (1880–1947), britischer Offizier und Peer
- Wingfield, Pete (* 1948), englischer Musikproduzent und Keyboarder
- Wingfield, Peter (* 1962), walisischer SchauspielerPeter Wingfield (* 1962)

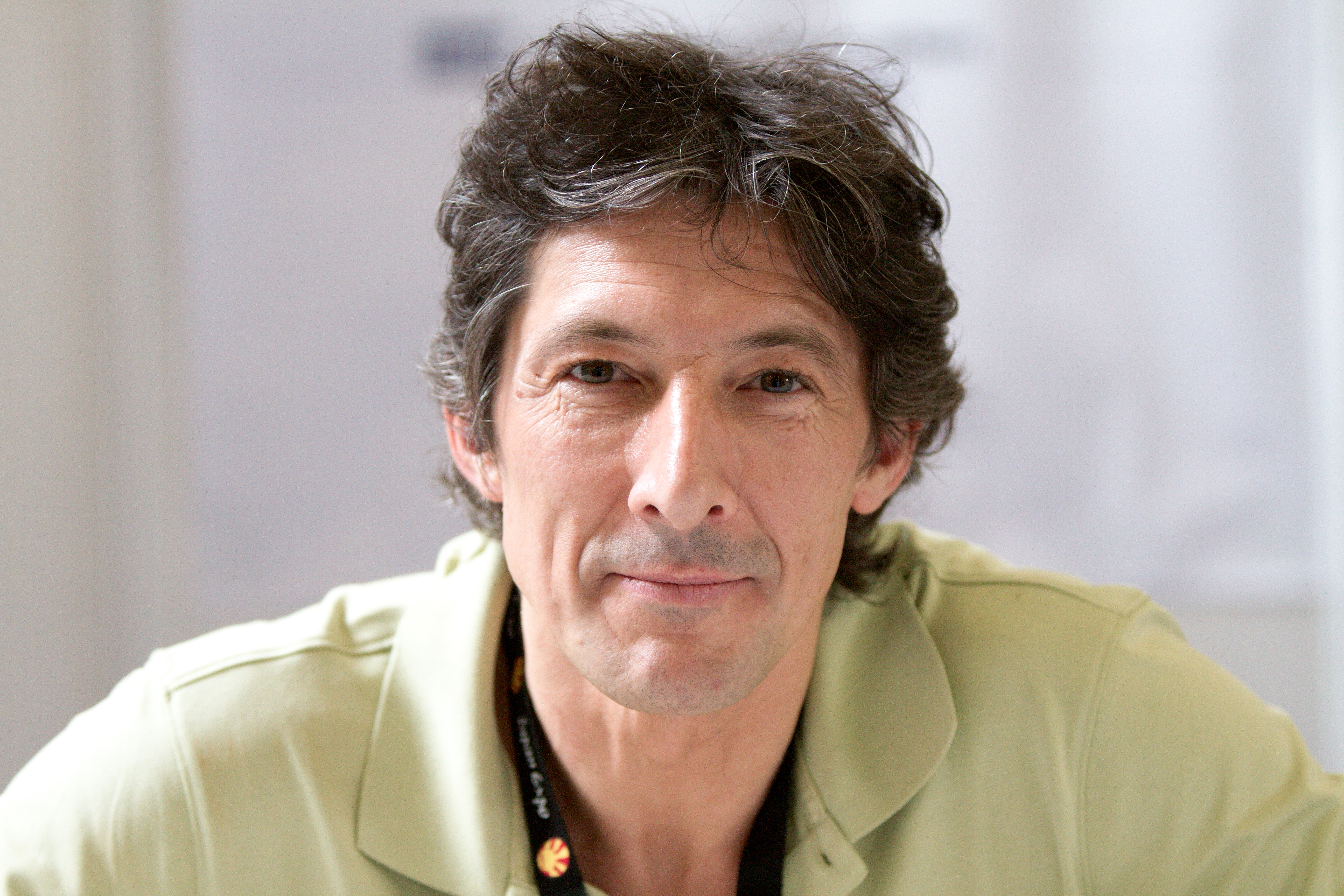
Peter Wingfield (* 1962)

- Wingfield, Robert († 1539), englischer Diplomat
- Wingfield, Rodney David (1928–2007), britischer Hörspielautor und Krimi-Schriftsteller
- Wingfield, Tom († 1974), englischer Badmintonspieler
- Wingfield, Walter Clopton (1833–1912), britischer Erfinder des Rasentennis

### Wingh
- Winghart, Stefan (1952–2022), deutscher Prähistoriker, Landeskonservator, Denkmalpfleger
- Winghe, Joos van († 1603), niederländischer Maler

### Wingl
- Wingle, James Matthew (* 1946), kanadischer Geistlicher, emeritierter Bischof von Saint Catharines
- Wingler, Adolf (1898–1986), deutscher Jurist
- Wingler, August (1898–1960), deutscher Chemiker
- Wingler, Hans Maria (1920–1984), deutscher Kunsthistoriker
- Wingler, Hedwig (* 1939), österreichische Philosophin, Autorin und Publizistin

### Wingo
- Wingo, Effiegene Locke (1883–1962), US-amerikanische Politikerin
- Wingo, Otis (1877–1930), US-amerikanischer Politiker
- Wingo, Paul (1946–2014), US-amerikanischer Jazzgitarrist
- Wingold, Frank (* 1968), deutscher Jazz- und klassischer Gitarrist und Komponist

### Wingq
- Wingqvist, Sven Gustaf (1876–1953), schwedischer Erfinder im Zeitalter der Industrialisierung

### Wingr
- Wingrave, James (* 1981), britischer Springreiter, der für Ungarn reitet
- Wingreen, Jason (1920–2015), US-amerikanischer Schauspieler
- Wingren, Gustaf (1910–2000), schwedischer lutherischer Theologe
- Wingren, Patrick (* 1969), finnischer Komponist, Pianist und Chorleiter sowie finnlandschwedischer Politiker und politischer Aktivist
- Wingrove, Billy (* 1982), englischer Freestyle- und Straßenfußballer
- Wingrove, David (* 1954), englischer Science-Fiction-Schriftsteller

### Wings
- Wings, Heinz (* 1952), deutscher Bankmanager
- Wings, Oliver (* 1973), deutscher Wirbeltier-Paläontologe
- Wings, Wilhelm Josef (1818–1865), deutscher Bildhauer
- Wingstedt, Emil (* 1975), schwedischer Orientierungsläufer

### Wingt
- Wingti, Paias (* 1951), papua-neuguineischer Politiker

### Wingu
- Wingurich, Reiks der Terwingen